# جوزيه بانتينغ الثالث
جوزيه بانتينغ الثالث (بالإنجليزية: Josiah Bunting III)‏ هو مدير أكاديمي وعسكري أمريكي، ولد في 8 نوفمبر 1939 في Haverford, Pennsylvania ‏ في الولايات المتحدة.